# Vývoj videoher

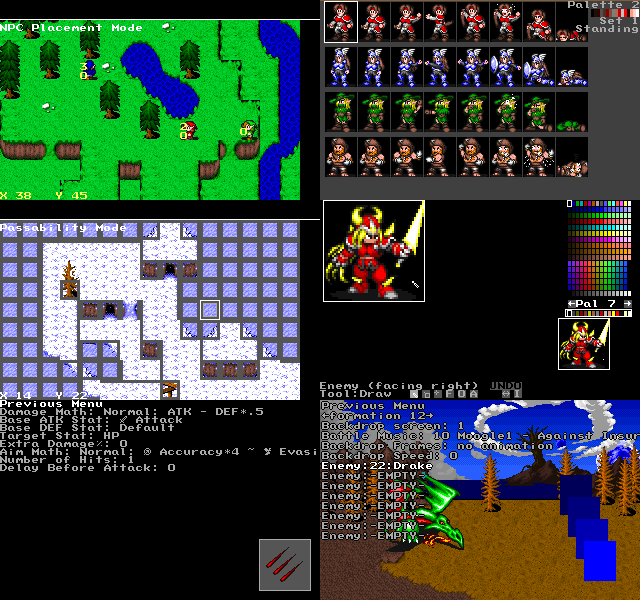
Probíhající editace open-source hry v GPL engine

Produkce počítačové hry je zejména u špičkových titulů (AAA) velice náročný proces. Nejdříve je nutné sestavit tzv. design document (vytváří ho zpravidla game designer) a je v něm obsažen velmi podrobný popis hry (charakteristika herních postav, design levelů, popis zbraní a jejich vlastností atd.). Není neobvyklé, že tento dokument má i několik tisíc stran a pracuje se na něm několik měsíců, podstatné je, aby v něm byly zahrnuty všechny aspekty hry.
Celý tento obsáhlý dokument předá game designer vydavatelské společnosti, která pak bude financovat vývoj projektu a následně jej i vydá na světlo světa (samozřejmě, že si vývojářský tým může vývoj svého projektu financovat sám, nicméně je to až moc velké riziko).
Když už jsou všechny potřebné informace o hře nashromážděny, může naplno propuknout samotný vývoj hry – vývoj vlastního (nebo úpravy již existujícího) engine, vytváření modelů, textur, animací, hudby, ruchů, dabingu, skriptů a dalších. Toto období trvá od 1 do 3 roků, i když jsou mnohé výjimky potvrzující pravidlo. Čím déle se hra vyvíjí, tím více spolkne nákladů (hlavně v oblasti technologií, které se vyvíjí neuvěřitelným tempem kupředu). Právě proto je nutné si vývoj pečlivě naplánovat a dodržovat tzv. milestones (milníky – projektové cíle, které se musí do určitého termínu splnit). Když se blíží takový termín, řada vývojářských týmů přechází do tzv. crunch módu, to znamená, že většina klíčových členů týmu pracuje přesčas, aby dotáhli všechny nedostatky, které by mohly způsobit nesplnění milestonu.
Další důležitý zlom se odehrává těsně před dokončením titulu a jeho odevzdáním vydavatelské společnosti. Všichni zaměstnanci pracují naplno a dochází k (mnohdy neplaceným) přesčasům. Skupiny testerů se snaží objevit chyby, které by mohly ovlivnit hratelnost a ostatní aspekty hry. Celé toto období končí až předáním gold master verze vydavateli. Ten stanoví cenu a vyexpeduje již dokončený titul na pulty obchodů.
Potom nastává celý vývojový cyklus nanovo – část vývojářů se stará o podporu dokončeného produktu a připravuje první patche.